# Krolopp Alfréd
Krolopp Alfréd (Nagyszombat, 1872. január 25. – Óvár, 1939. június 25.) gazdasági akadémiai tanár, igazgató.

## Pályafutása
A  Magyaróvári Magyar Királyi Gazdasági Akadémia elvégzése után a növénytani tanszéken vállalt tanársegédi állást. Külföldi tanulmányút után Budapesten dolgozott a Földművelésügyi Minisztériumban, 1904-től került vissza Óvárra, ahol az állattant és az apró háziállatok tartását oktatta. 1907. október 27-én nevezték ki az akadémia igazgatójává. Sokat foglalkozott a szakoktatás megreformálásával, s bár politikai szereplést nem vállalt, a Tanácsköztársaság leverése után eltávolították az intézmény éléről. 1939. június 25-én Óváron halt meg, sírja a magyaróvári temetőben van.

## Főbb művei
- A Botrytis cinerea pers. 1900.
- Bosznia-Hercegovina mezőgazdasági viszonyai. 1904.
- Az aprójószág tartása és nevelése. 1907.